# Brumadinhói gátszakadás

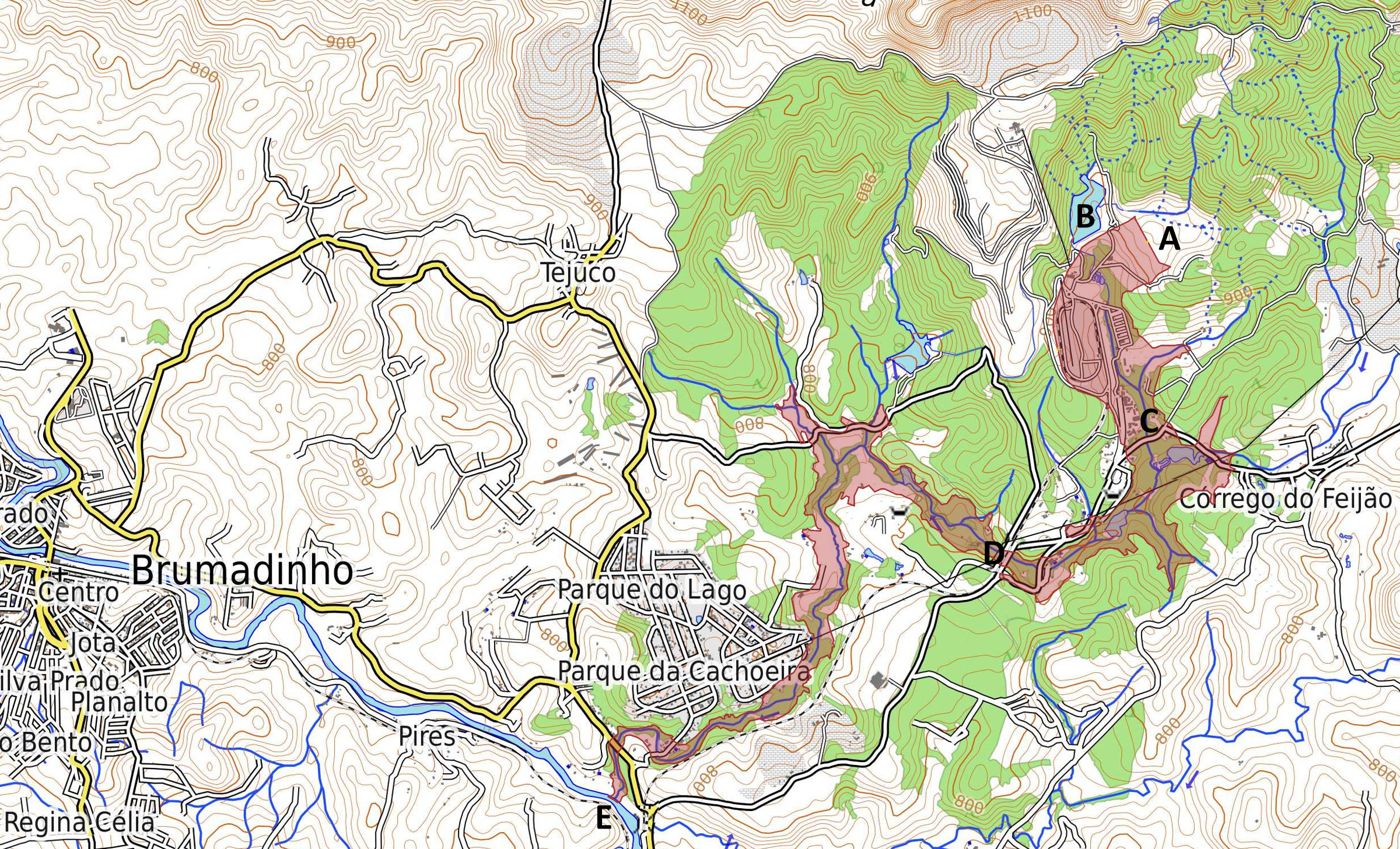
A katasztrófa helyszíne, vörössel az érintett területek.
(A: Az egykori zagytározó és az átszakadt gát helye. B: A szomszédos megrongálódott Barragem VI gát és tározó. C: Az elpusztult irodaépületek és étkezde helyszíne. D: A lerombolt vasúti híd helye. E: Az iszapfolyam és a Rio Paraboea folyó találkozása.)

A brumadinhói gátszakadás 2019. január 25-én történt a brazíliai Minas Gerais állambeli Brumadinho közelében, miután a Vale SA vállalat vasércbányájánál átszakadt egy zagytározó gát. A vállalat 2015-ben egy hasonló katasztrófában is érintett volt, amikor Mariana város közelében átszakadt a Vale SA, a BHP Billiton és Samarco Mineracao bányászati cégek által közösen birtokolt zagytározó fala, és 19 személy életét vesztette. A Barragem I gát átszakadásával iszapáradat öntötte el a város közelében lévő falusi környéket.
A katasztrófa során 65 ember életét vesztette és több százan eltűntek.

## Gátszakadás
A gát átszakadása ebédidő közben történt, és a sárlavina elsöpörte a bánya adminisztrációs részlegét, ahol több száz alkalmazott ebédelt. Január 26-án 40 személy holttestét találták meg, és több mint 300 embert keresnek még. Ezek többsége a bánya alkalmazottja, illetve a közeli falvak és épületek lakói.
A közelben található a világ legnagyobb szabadtéri múzeuma, az Inhotim, melyet elővigyázatosságból evakuáltak.

## Reakciók
Brazília elnöke, Jair Bolsonaro a tragédia után a helyszínre küldte három miniszterét, hogy felügyeljék a mentési munkálatokat. Minas Gerais kormányzója, Romeu Zema bejelentette egy munkacsoport alakítását, amelynek több tucat Brumadinhóba áthelyezett tűzoltó is tagja lesz. Feladatuk az áldozatok felkutatása és kimentése lesz.
A brazil kormánnyal való szolidaritása jeléül, Benjámín Netanjáhú izraeli miniszterelnök egy 130 fős mentőalakulatot küldött Brazíliába, hogy a helyi hatóságoknak segítséget nyújtsanak a mentési munkálatokban.
A brazil hatóságok őrizetbe vettek öt személyt (három vállalati alkalmazottat és két külső mérnököt), akik legutóbb a gát stabilitását ellenőrizték. A hatóságok további hét gyanúsítottat keresnek.